# Тирнава (Ямбольська область)
Тирна́ва (болг. Търнава) — село в Ямбольській області Болгарії. Входить до складу общини Тунджа.

## Населення
За даними перепису населення 2011 року у селі проживали 196 осіб, усі — болгари.
Розподіл населення за віком у 2011 році:
Динаміка населення: